# Manfredo Cagni
Manfredo Cagni (né à Asti le 6 octobre 1834 et mort dans la même ville le 19 février 1907) est un général et écrivain italien, qui a combattu pendant la guerre de Crimée, la deuxième et la troisième guerre d'indépendance et pendant la guerre d'Érythrée. Il est décoré de deux médailles d'argent de la valeur militaire. Il est le père de l'amiral Umberto Cagni de Bu Meliana.

## Biographie
Fils de Giuseppe et Teresa Mussi, Manfredo Cagni est né à Asti en 1834.  
Engagé dans l'armée sarde, il est nommé sous-lieutenant des grenadiers en 1853. Entre 1855 et 1856, il participe à la guerre de Crimée . En 1859, il  prend part à la Seconde Guerre d'Indépendance en tant que lieutenant du 2e Régiment de Grenadiers de Sardaigne, Il reçoit la médaille de la valeur militaire pour le courage dont il fait preuve au cours de la bataille de San Martino. En 1863, il est l'officier d'ordonnance du prince héritier Umberto de Savoie qui est le parrain de son fils Umberto. En 1866, lors de la troisième guerre d'indépendance, il participe à la bataille de Custoza à la suite de laquelle il est décoré d'une deuxième médaille d'argent de la valeur militaire. Après avoir commandé le 14e régiment de cavalerie d'Alexandrie et le 5e régiment de cavalerie, il est promu général de division et prend le commandement de la brigade d'infanterie Abruzzi. En 1887, il est envoyé en Érythrée où il commande la 2e brigade du Corps expéditionnaire sous les ordres du général Alessandro Asinari de San Marzano . Il prend part aux opérations de reconquête des positions italiennes perdues à la suite de l'issue malheureuse de la bataille de Dogali. De retour dans son pays, de 1890 à 1894, il commande successivement les divisions militaires de Ravenne, Brescia et Vérone. Promu lieutenant-général, il est placé dans une position auxiliaire et décède à Asti le 19 février 1907 . 

## Œuvres écrites
- Nozioni elementari par la cavalleria, traité d'équitation publié à Vérone en 1878[3].
- Le kaléidoscope, typographie G.Brignolo, Asti, 1896.
- Égypte, Carlo Clausen Editore, Turin, 1897.
- Dix jours au Monténégro, maison d'édition Dante Alighieri, Rome, 1899.
- Ricordi, F.Casanova, Turin, 1901.
- Le livre d'or de la vie, Ulrico Hoepli, Milan, 1904.
- Nuages et brouillard. Versets , Noseda, Côme, 1961.